# Sân bay Midden-Zeeland
Midden-Zeeland (ICAO: EHMZ), cũng gọi là Sân bay Zeeland, là một sân bay gần Middelburg, Zeeland ở Hà Lan, phía nam Veerse Meer. Sân bay này có 1 đường băng mặt cỏ dài 1000 m. Sân bay này được thiết lập năm 1968 và chính thức khai trương năm 1970.